# E232
La ruta europea E232 és una carretera que forma part de la Xarxa de carreteres europees. Comença a Amersfoort (Països Baixos) i finalitza a Groningen (Països Baixos). Té una longitud de 172 km. Té una orientació d'est a oest.